# Rubén López de la Torre
Rubén López de la Torre Sánchez (Madrid, 13 marzo 2002) è un cestista spagnolo.

## Carriera

### Nazionale
Nel 2021 ha partecipato, con la nazionale Under-19 spagnola, al Mondiale di categoria, concluso al quinto posto finale.

## Palmarès

### Squadra
- Eurocup: 1

Gran Canaria: 2022-23